# Maya Lord (próxima película)
Maya Lord es una próxima película germano-estadounidense de acción, drama e histórica, dirigida por Roland Emmerich, escrita por Angela Workman, y basada en el libro Maya Lord de John Coe Robbins.

## Sinopsis
La historia se sitúa en el siglo XVI, dónde el español Gonzalo Guerrero, que fue mantenido cautivo por una tribu maya en Yucatán, y finalmente se convierte a sus costumbres y creencias y lucha por ellos contra los propios españoles.

## Reparto
- Daniel Brühl como Gonzalo Guerrero.
- Mario Casas como Gerónimo de Aguilar
- Yalitza Aparicio como Zazil Há
- Zahn McClarnon como Nachán Can
- Peter Gadiot
- Dallas Goldtooth
- Q'orianka Kilcher
- Iñaki Godoy
- Jonathan Brewer
- Fernando Cuautle
- Ianis Guerrero
- Casey Camp-Horinek
- Cuauhtli Jiménez
- Rigoberta Menchú
- Josué Maychi
- María Mercedes Coroy
- Ishbel Bautista
- Grace Dove
- Naíma Sentíes
- Dalia Xiuhcoatl
- Karen Martínez
- Gabriela Cartol
- Iazua Larios
- María Telón
- Xiye Bastida
- Dalia Hernández
- Rosalina Tuyuc

## Producción

### Desarrollo
En 2014 el director Roland Emmerich obtuvo los derechos del libro Maya Lord del escritor estadounidense John Coe Robbins con el fin de producir una película sobre el mismo. El libro cuenta la verdadera historia de Gonzalo Guerrero, un navegante español que fue esclavizado por los mayas cuando su barco naufragó en la península de Yucatán en 1511. Guerrero gana su libertad, se convierte en un respetado guerrero y se casa con Zazil Há, la espiritual e independiente hija de un soberano maya, Nachán Can. Mientras tanto Jerónimo de Aguilar, un compañero del barco de Gonzalo, es un cura que rechaza las tradiciones mayas, es firme en sus creencias y permanece como esclavo. El proyecto continuó sonando durante diez años, con Emmerich buscando apoyo financiero y con productoras que quisieran llevar a la pantalla grande la historia real. 

"Me apasiona desde hace mucho tiempo llevar al público esta increíble historia real del famoso aventurero Gonzalo Guerrero, así que estoy encantado de unir fuerzas con Nic Chartier y el equipo de Voltage para dar vida a esta película tan rica e impactante"
declaró Emmerich en 2018.

### Producción
El 22 de mayo de 2023, a través del sitio web Giant Freakin Robot, se anunció que Emmerich estaba trabajando activamente en el desarrollo de Maya Lord, la adaptación cinematográfica, con Marco Shepherd fungiendo como productor de la cinta.